# Wladimir Dwalischwili
Wladimir „Lado“ Dwalischwili (georgisch ვლადიმერ „ლადო“ დვალიშვილი; * 20. April 1986 in Tiflis, Georgische SSR) ist ein ehemaliger georgischer Fußballspieler.

## Vereinskarriere
Wladimir Dwalischwili begann seine Profikarriere 2004 in seiner Heimat Georgien beim Rekordmeister Dinamo Tiflis und wurde gleich in seiner ersten Saison georgischer Meister. 2006 wurde er kurzzeitig an den Ligakonkurrenten Dinamo Batumi ausgeliehen, wo er in 15 Ligaspielen 9 Tore erzielte. Daraufhin wurde er vom damaligen georgischen Meisterschaftskandidaten Olimpi Rustawi verpflichtet. Mit Olimpi wurde er in der Saison 2006/2007 erneut georgischer Meister. 2008 wechselte er dann zum ersten Mal ins Ausland. Er unterschrieb beim lettischen Team Skonto Riga. Hier spielte er zwei Saisons, bevor er 2009 nach Israel weiterzog und von Maccabi Haifa für 300.000,- EURO verpflichtet wurde. Für Maccabi schoss er in 76 Ligaspielen 35 Tore und erzielte auch sehr wichtige Tore in der UEFA-Champions-League-Qualifikation, welche dem Team den Einzug in die UEFA Champions League sicherten. 2012 entschied sich Dwalischwili dann zu einem Wechsel nach Polen und unterschrieb beim Hauptstadtklub Polonia Warschau. Die Ablösesumme betrug rund 250.000 Euro. Bei den Warschauern war er unangefochtener Stammspieler und erzielte in 27 Ligaspielen 10 Tore. Zur Rückrunde der Saison 2012/13 wechselte er dann zum größeren Stadtrivalen Legia Warschau. Bei Legia konnte er an seine guten Leistungen der letzten Jahre nahtlos anknüpfen.
Nach verschiedenen weiteren Stationen bei Vereinen in Dänemark, Polen, Kasachstan und Israel beendete Dwalischwili 2020 seine Karriere in seinem Heimatland Georgien bei FC Dinamo Batumi. Nach seiner aktiven Spielerkarriere wurde er Sportdirektor von Batumi.

## Nationalmannschaft
Wladimir Dwalischwili debütierte am 6. Juni 2009 für Georgien. Er bestritt er 41 Länderspiele, in denen er sechs Tore erzielte.

## Erfolge
- Georgischer Meister (2005 und 2007)
- Georgischer Supercupsieger (2006)
- Israelischer Meister (2011)
- Polnischer Pokalsieger (2013)
- Polnischer Meister (2013)